# Pierieswietowo (przystanek kolejowy)
Pierieswietowo (ros. Пересветово) – przystanek kolejowy w miejscowości Kozłowo i w pobliżu miejscowości  Pierieswietowo, w rejonie kardymowskim, w obwodzie smoleńskim, w Rosji. Leży na linii Moskwa - Mińsk - Brześć.